# (1679) Nevanlinna
(1679) Nevanlinna es un asteroide perteneciente al cinturón de asteroides descubierto el 18 de marzo de 1941 por Liisi Oterma desde el observatorio de Iso-Heikkilä en Turku, Finlandia.
Está nombrado en honor de Rolf Herman Nevanlinna (1895-1980), matemático finés.